# God Bless America
God Bless America ist ein patriotisches US-amerikanisches Lied, das 1918 von Irving Berlin geschrieben wurde. 1938 wurde es von ihm überarbeitet und erstmals von Kate Smith in ihrer Radioshow The Kate Smith Hour vorgetragen.

## Geschichte und Inhalt
Am 21. März 1939 nahm Kate Smith den Song auf, er wurde im April 1939 bei Victor Records unter der Nummer 26198 veröffentlicht  und erreichte Rang 10 der US-Hitparade. Ein intensives Airplay in Radiostationen machte das Stück schnell bekannt. 
Der Refrain ist eine Bitte an Gott, die USA zu schützen und zu segnen; ihm vorangestellt ist eine Strophe mit der Aufforderung zur Loyalität zu den Vereinigten Staaten. Es wurde neben America the Beautiful, This Land Is Your Land und The Battle Hymn of the Republic zu einer der inoffiziellen Nationalhymnen der USA. Eine Besonderheit stellt die Tatsache dar, dass die ersten vier Zeilen des Lieds, wenn sie nicht ganz weggelassen werden, meistens in der Art einer Präambel gesprochen und nicht gesungen werden.
Aufgrund ihrer kulturellen und historischen Bedeutung für die Vereinigten Staaten wurde die Radio-Premiere von God Bless America, gesungen von Kate Smith, am 27. Januar 2003 in die National Recording Registry der Library of Congress aufgenommen. Das National Recording Preservation Board führt als Begründung aus: God Bless America ist „zur De-facto-Hymne der Nation geworden. Die Sängerin Kate Smith spielte den schnell zu ihrem Markenzeichen werdenden Song zum ersten Mal in ihrer Radiosendung am 11. November 1938. Es war eine unmittelbare Sensation, deren Macht und Patriotismus in den Jahrzehnten seither nicht abgenommen hat. Obwohl nachträglich von unzähligen anderen Künstlern gecovert, bleibt Smiths großartige Version die bekannteste und beliebteste Interpretation.“

## Text
While the storm clouds gather far across the sea, 
Let us swear allegiance to a land that's free, 
Let us all be grateful for a land so fair, 
As we raise our voices in a solemn prayer. 

God bless America, 
Land that I love. 
Stand beside her, and guide her
Through the night with a light from above. 
From the mountains, to the prairies, 
To the oceans, white with foam
God bless America, My home sweet home. 

## Übersetzung
Während die Sturmwolken aufziehen, von weit hinter dem Meer,
Lasst uns einem freien Land Treue schwören,
Lasst uns alle dankbar sein für dieses so gerechte Land,
Und unsere Stimmen zu einem feierlichen Gebet erheben.

Gott segne Amerika,
Land das ich liebe.
Steh ihm bei und führe es
Mit einem Licht von oben durch die Nacht
Von den Bergen zu den Prärien,
Zu den Ozeanen weiß vor Gischt.
Gott segne Amerika, meine Heimat, meine süße Heimat.